# Красный Сад (Волгоградская область)
Красный Сад — хутор в Среднеахтубинском районе Волгоградской области. До коллективизации хутор назывался Каргинский. Ввиду того что хутор был переименован, по этому ему не присвоен статус посёлка. 
Административный центр Красного сельского поселения.

## География

### Улицы
| - ул. Абрикосовая - ул. Вишневая - ул. Зеленая - ул. Красносадская - ул. Лесная - ул. Молодежная - ул. Озерная - ул. Парниковая - ул. Полевая | - ул. Речная - ул. Садовая - ул. Сельская - ул. Советская - ул. Школьная - пер. Заречный - пер. Песчаный - пер. Придорожный - пер. Тупиковый |

## Население
| 2010 |
| ---- |
| 869  |